# Najila Giljazovová
Najila Giljazovová (Naila Gyjladževová) (Наилә Гыйләҗева) (* 2. ledna 1953 Kazaň, Sovětský svaz) je bývalá sovětská a ruská sportovní šermířka tatarské národnosti, která se specializovala na šerm fleretem.
Sovětský svaz reprezentovala v sedmdesátých a osmdesátých letech. Jako sovětská reprezentantka zastupovala kazaňskou šermířskou školu, která spadala pod Ruskou SFSR. Na olympijských hrách startovala v roce 1976 v soutěži družstev a v roce 1980 v soutěži jednotlivkyň a družstev. V roce 1984 přišla o účast na olympijských hrách kvůli bojkotu. V roce 1982 získala titul mistryně světa v soutěži jednotlivkyň. Se sovětským družstvem fleretistek vybojovala zlatou (1976) a stříbrnou (1980) olympijskou medaili a celkem vybojovala s družstvem pět titulů mistryň světa (1974, 1977, 1978, 1979, 1981).